# سام فيرنر
سام فيرنر (بالإنجليزية: Sam Werner)‏ هو لاعب كرة قدم أمريكي في مركز الوسط، ولد في 3 ديسمبر 1995 في بوزيمان في الولايات المتحدة. لعب مع نادي ساكارامينتو ريببلك ونادي هبوعيل الخضيرة.